# Јуриј Маленченко
Јуриј Иванович Маленченко (рус. Јуриј Иванович Маленченко; Свитловодск, СССР, 22. децембра 1961) је руски космонаут. Постао је први човек који се оженио у свемиру, 10. августа 2003. године, када је оженио Екатарину Дмитријеву која је била у Тексасу, док је он био 390 km изнад Новог Зеланда на међународној свемирској станици.
Један је од ретких космонаута који су током своје каријере боравили на две свемирске станице – прво је био члан експедиције на руској станици Мир, а касније у пет наврата и члан експедиција на МСС.
Тренутно је други на листи космонаута по укупном времену акумулираном у орбити, са преко 827 дана.

## Лични подаци
Рођен је у месту Свитловодск, УССР. Са својом женом Екатерином има ћерку Камилу, рођену 2006. године. Из своје претходне везе има старијег сина Дмитрија, рођеног 1984. Завршио је Војну школу за пилоте у Харкову 1983. године. Након тога је 1993. дипломирао на Ваздухопловној инжењерској академији Жуковски.

## Космонаутска каријера
По завршетку школе служио је као пилот, старији пилот и вођа летачке групе у региону Одесе до 1987. године. Исте године изабран је за космонаута и преселио се у Центар за обуку космонаута Јуриј Гагарин. Од децембра 1987. до јуна 1989. прошао је основну космонаутску обуку. По завршетку те обуке био је квалификовани тест-космонаут („опитни” космонаут). Између септембра 1989. и децембра 1993. похађао је напредну обуку као припрему за први лет у свемир. Пре свог првог лета, Маленченко је био командант две резервне посаде експедиција Мир-14 и Мир-15.

## Летови

### Сојуз ТМ-19
Маленченко је први пут полетео у свемир 1. јула 1994. године са колегом Талгатом Мусабајевим летелицом Сојуз ТМ-19, и притом је био командант капсуле. Након два дана проведена у орбити, и неколико паљења мотора како би се подигла орбитална висина летелице, Сојуз је сустигао свемирску станицу Мир и са њом се успешно спојио 3. јула. Циљ лета био је да се делимично промени посада станице. Маленченко, Мусабајев и Валериј Пољаков остали су на станици као 16. дуготрајна експедиција, а команду над орбиталним комплексом преузео је Маленченко. Током свог боравка посада је спровела низ експеримената везаних за медицину и разне материјале. Успут се јавило неколико проблема, које је посада успешно решила, а мисија је приведена крају првим успешним мануелним пристајањем брода за снабдевање Прогрес са станицом Мир. Команде над Прогресом преузео је Маленченко. Мусабајев, Маленченко и Улф Мерболд вратили су се на Земљу 4. новембра 1994. године, када се њихова капсула Сојуз успешно приземљила 88 km североисточно од Аркалика у Казахстану. Током ове мисије Маленченко је на станици Мир и летелици Сојуз ТМ-19 укупно акумулирао 125 дана 2 сата и 53 минута у свемиру.

### СТС-106
Маленченко је други пут полетео у свемир 2000. године као део посаде америчког спејс-шатла. Био је специјалиста мисије СТС-106 (орбитер Атлантис) која је 8. септембра 2000. полетела са свемирског центра Кенеди на Флориди. Након два дана и неколико орбиталних маневара, орбитер се успешно спојио са Међународном свемирском станицом. Задатак мисије био је да се доставе залихе и резервни делови на МСС, као и да се руски модул Звезда припреми за долазак прве посаде станице (Експедиција 1). Током дванаестодневне мисије посада је претоварала залихе из модула Спејсхаб (који се налазио у теретном простору орбитера), али и из руског брода за снабдевање Прогрес који је раније аутономно пристао са МСС. Трећег дана мисије Јуриј је, заједно са америчким колегом Едом Луом, спровео излазак у отворени свемир који је трајао 6 сати и 41 минут. Током овог изласка у свемир, два космонаута развела су и спојила каблове за напајање и комуникацију између руских модула Звезда и Зарја, а након тога су расклопили и велики магнетометар, дугачак два метра. Овај магнетометар даваће податке везане за оријентацију рачунарима модула Звезда како би трошили што мање горива за одржавање оријентације станице. Током шетње, два космонаута су се кретала и до 30 метара од орбитера, што је највећа удаљеност космонаута током свемирске шетње од ове летелице (а да су притом били повезани сигурносним ужадима). Ово је била шеста по реду шетња у изградњи МСС, као и педесета током програма Спејс-шатл. Након 186 орбита око Земље и преваљених 7,9 милиона километара, орбитер Атлантис приземљио се 19. сепембра 2000. на писту СЦ Кенеди. Маленченко је током овог лета акумулирао додатних 11 дана 19 сати и 12 минута у свемиру.
- Посада мисије СТС-106
- Чланови посаде унутар руског модула Звезда
- Јуриј током шетње свемиром у америчком оделу

### Експедиција 7
Заједно са астронаутом Едом Луом, са којим је и други пут летео у свемир на мисији СТС-106, Маленченко је 26. априла 2003. полетео ка МСС летелицом Сојуз ТМА-2. Рандеву са МСС догодио се два дана касније. Био је командант летелице Сојуз, а након пристајања и размене команде са претходном посадом станице постао је и командант Експедиције 7 на орбиталном комлексу. Током свог боравка на МСС Маленченко је постао први човек у историји који се оженио у свемиру. Током експедиције је извршен мали број експеримената, само 15, јер их је било двојица уместо тројица. Периодично су вршили поправке и послове одржавања на разним системима станице. Залихе су доставиле две летелице Прогрес у јуну и августу. Колега астронаут Мајк Фосум је из контроле мисије у Хјустону 15. октобра 2003. обавестио посаду МСС да је Кина успешно лансирала свог првог тајконаута. Маленченко је том приликом изјавио: „Драго ми је да има још неко у свемиру поред мене и Еда. Такође знам да је ово велики подвиг хиљада и хиљада људи из Кине. Свима им честитам.” На Земљу се вратио 28. октобра 2003. године након 2.895 орбита, преваљених 123,13 милиона километара и 184 дана 22 сата и 46 минута у свемиру.
- Званични портрет Експедиције 7 на МСС
- Јуриј шиша америчког колегу посебно конструисаном машиницом
- Јуриј у модулу Звезда на рођендан свог колеге Еда Луа
- Двојицу космонаута фотографисао је Мајкл Фоале, члан следеће експедиције

### Експедиција 16
Маленченко је био командант летелице Сојуз ТМА-11, којом је у свемир полетео 10. октобра 2007. заједно са Американком Пеги Витсон и свемирским туристом – шеиком Музафаром Шукором, који је постао први држављанин Малезије у свемиру. Сојуз се спојио са МСС два дана касније. Јуриј се придружио посади Експедиције 16 као летачки инжењер, док је колегиница Пеги Витсон постала прва жена командант једне мисије на МСС. Вратио се на Земљу 19. априла 2008. године. Приликом повратка у атмосферу летелица Сојуз није пратила планирану путању већ је имала такозвани „балистички” улазак у атмосферу. Приликом оваквог повратка капсула има далеко стрмију путању, тако да посада трпи велике g-силе (до 8g). Капсула се сигурно приземљила око 475 km од планираног места слетања. Током овог лета у свемир Јуриј је акумулирао додатних 191 дан 19 сати и 8 минута у свемиру.
- Званични портрет Експедиције 16 на МСС
- Чланови посаде Експедиције 16 у време Божића
- Јуриј са Пеги Витсон и Корејанком Ји Су Јон
- Маленченко у модулу Звезда током Експедиције 16

### Експедиција 32/33
Заједно са Сунитом Вилијамс и Акихиком Хошидеом, Маленченко је поново полетео у свемир летелицом Сојуз ТМА-05М, 15. јула 2012. године у 02.40.03 УТЦ са лансирне рампе 1/5 космодрома Бајконур. Два дана касније летелица се спојила са Међународном свемирском станицом. На станици је служио као летачки инжењер током Експедиција 32 и 33. Током свог боравка на МСС Маленченко је учествовао у великом броју експеримената и радио на одржавању опреме станице. Посада летелице Сојуз ТМА-05М поново се укрцала и одвојила од станице 18. новембра 2012. у 22.26 УТЦ. Око четири сата касније капсула се безбедно приземљила у Казахстану. Током овог лета Маленченко је акумулирао 126 дана 23 сата и 13 минута.
- Последње припреме пред полетање
- Чланови Експедиције 32 у јапанском модулу Кибо
- Чланови Експедиције 33 у лабораторији Дестини
- Маленченко и Олег Новицки надгледају пристајање Прогреса
- Посада Сојуза ТМА-05М након слетања

### Експедиција 46/47
Маленченков наредни лет поново је ка Међународној свемирској станици. Изабран је од стране Федералне космичке агенције за члана посаде летелице Сојуз ТМА-19М, претпоследње летелице из ове серије која ће од 2016. бити замењена новом верзијом Сојуз МС. Поред њега, чланови посаде су Тимоти Копра из агенције НАСА и Тим Пик из агенције ЕСА, који је постао први држављанин Велике Британије у свемиру. Јуриј је био командант капсуле Сојуз која је са космодрома Бајконур полетела 15. децембра 2015. године у 11.03.10 УТЦ. Летелица је користила новоразвијену путању до станице, уз помоћ које се до МСС стиже за само шест сати, док је раније било потребно више од два дана. Успешно спајање догодило се у 17.33 УТЦ са модулом Расвјет на надир страни руског орбиталног сегмента. У фази приласка станици, када је Сојуз пришао на само неколико метара, аутоматски систем за пристајање КУРС је открио грешку и отказао спајање. Посада је одмах прешла на ручно управљање летелицом, а Маленченко је управљао командама. Врата између станице и Сојуза отворена су око два сата касније, у 19.58 УТЦ, и тада се посада Експедиције 46 попела на шест чланова. Почетком фебруара 2016. са колегом Сергејем Волковим учествовао је у свемирској шетњи која је трајала 4 сата и 45 минута.
На МСС је боравио до 18. јуна 2016. када се летелицом Сојуз ТМА-19М вратио на Земљу. Током ове мисије направио је скоро 3.000 орбита око Земље и превалио око 125 милиона километара. Мисија је трајала 185 дана 22 сата и 11 минута, а током овог лета Маленченко је дошао на друго место на листи космонаута по укупном времену у свемиру са преко 827 дана у орбити.
- Маленченко са колегама у Џонсоновом свемирском центру
- Посада Експедиције 47 у броду за снабдевање Сигнус
- Јуриј фотографише Земљу из модула Купола
- Јуриј са посадом Експедиције 47 у јапанском модулу Кибо